# Барон Хиндлип
Барон Хиндлип из Хиндлипа в графстве Вустершир и Алсоп-эн-ле-Дейл в графстве Дербишир — наследственный титул в системе Пэрства Соединенного Королевства. Он был создан 16 февраля 1886 года для британского бизнесмена и консервативного политика, сэра Генри Эллсоппа, 1-го баронета (1811—1887). Он был руководителем пивоваренной фирмы «Samuel Allsopp & Sons» из Бертон-апон-Трента, а также представлял Восточный Вустершир в парламенте (1874—1880).
7 мая 1880 года для Генри Эллсоппа был создан титул баронета из Хиндлип Холла в Хиндлипа в графстве Вустершир (Баронетство Соединенного Королевства). Его сын, Сэмюэл Чарльз Эллсопп, 2-й барон Хиндлип (1842—1897), также был главой семейной фирмы и заседал от консервативной партии в Палате общин Великобритании, где представлял Восточный Стаффордшир (1873—1880) и Тонтон (1882—1887). Его сын, Чарльз Эллсопп, 3-й барон Хиндлип (1877—1931), был младшим юнионистским «кнутом» в Палате лордов (1907—1914). Младший сын третьего барона, Генри Ричард Эллсопп, 5-й барон Хиндлип (1912—1993), который сменил своего старшего брата в 1966 году, был заместителем лорда-лейтенанта Уилтшира.
По состоянию на 2024 год носителем баронского титула являлся внук последнего, Генри Уильям Эллсопп, 7-й барон Хиндлип (род. 1973), который стал преемником своего отца в 2024 году.
Достопочтенная Кирсти Эллсопп (род. 1971) и Достопочтенная Софи Эллсопп (род. 1980), дочери шестого барона Хиндлипа, известные британские телеведущие.

## Бароны Хиндлип (1886)
- 1886—1887: Генри Эллсопп, 1-й барон Хиндлип[англ.] (19 февраля 1811 — 2 апреля 1887), третий сын Сэмюэла Эллсоппа (1780—1838)[1]
- 1887—1897: Сэмюэл Чарльз Эллсопп, 2-й барон Хиндлип[англ.] (24 марта 1842 — 12 июля 1897), старший сын предыдущего[2]
- 1897—1931: Чарльз Эллсопп, 3-й барон Хиндлип (22 сентября 1877 — 2 декабря 1931), второй (младший) сын предыдущего[3]
- 1931—1966: Чарльз Сэмюэл Виктор Эллсопп, 4-й барон Хиндлип (5 ноября 1906 — 30 марта 1966), старший сын предыдущего[4]
- 1966—1993: Генри Ричард Эллсопп, 5-й барон Хиндлип (1 июля 1912 — 19 декабря 1993), второй сын 3-го барона, младший брат предыдущего[5]
- 1993—2024: Чарльз Генри Эллсопп, 6-й барон Хиндлип (5 августа 1940 - 5 июня 2024), старший сын предыдущего[6]
- 2024 — настоящее время: Генри Уильям Эллсопп, 7-й барон Хиндлип (род. 8 июня 1973), единственный сын предыдущего[7];
  - Наследник титула: достопочтенный Джаспер Джеймс Эллсопп (род. 2017), старший сын предыдущего.